# Striatoppia margaritata
Striatoppia margaritata är en kvalsterart som beskrevs av Sandór Mahunka 1969. Striatoppia margaritata ingår i släktet Striatoppia och familjen Oppiidae. Inga underarter finns listade i Catalogue of Life.